# 興東東熹環境關注組
興東東熹環境關注組（英語：HTTH Env. Concern Group）為義務組織，召集人是張振傑，多年來積極跟進西灣河興東區內的環境及民生問題。後來張振傑以此關注組為政治聯繫，參選2019年香港區議會選舉東區區議會興東選區區議員，並成功當選。

## 議員

### 區議員
現時興東東熹環境關注組共有0個議席，議員包括：
| 區議會 | 選區號碼 | 選區 | 議員   | 任期        | 注釋   |
| ------ | -------- | ---- | ------ | ----------- | ------ |
| 東區   | C28      | 興東 | 張振傑 | 2020-2021年 | 已請辭 |

## 外部連結
- 興東東熹環境關注組的Facebook專頁 （页面存档备份，存于）